# Informationsbyrån
Az Informationsbyrån (IB) nevű svéd titkosszolgálat 1965-től 1978-ig működött a svéd katonai elhárítás keretei között. A szolgálatot Jan Guillou och Peter Bratt svéd újságírók leplezték le 1973-ban a Folket i Bild/Kulturfront c. magazinban.
Az oknyomozó újságírói munka során kiderült,
- hogy Svédországban egy új, korábban ismeretlen titkosszolgálat kezdett el tevékenységet folytatni,
- hogy a svéd parlament sem tudott a szolgálat tevékenységéről,
- hogy a titkosszolgálat baloldali szimpatizánsokat tett feketelistára ,
- hogy az Informationsbyrån külföldön is folytatott kémtevékenységet,
- hogy a szolgálat betört Egyiptom stockholmi nagykövetségére és
- hogy a szervezet együttműködött a Shin Beth izraeli titkosszolgálattal és a CIA-vel.